# Ciboria betulicola
Ciboria betulicola är en svampart som tillhör divisionen sporsäcksvampar, och som beskrevs av James Walton Groves och M.E.Elliott. Ciboria betulicola ingår i släktet Ciboria, och familjen Sclerotiniaceae. Arten är reproducerande i Sverige.